# Aleksander Tobis
Aleksander Tobis (ur. 6 lutego 1932 w Kaźmierzu Wielkopolskim, zm. 27 grudnia 2012 w Poznaniu) – polski prawnik specjalizujący się w materialnym oraz wykonawczym prawie karnym, profesor zwyczajny nauk prawnych, absolwent Wydziału Prawa Uniwersytetu Poznańskiego (1960) i następnie wieloletni pracownik Wydziału Prawa i Administracji Uniwersytetu im. Adama Mickiewicza, kierownik Katedry Prawa Karnego tego Wydziału w latach 1981–1984 oraz w okresie 1998–2002.
Stopień naukowy doktora nauk prawnych uzyskał w 1967 na podstawie rozprawy doktorskiej pt. Podstawy faktyczne orzeczeń o warunkowych zwolnieniach w świetle badań praktyki i teorii. Promotorem tej rozprawy był prof. dr Tadeusz Cyprian. Stopień naukowy doktora habilitowanego nauk prawnych uzyskał w 1971 na podstawie dorobku naukowego i pracy habilitacyjnej pt. Zasady orzekania w sprawach o warunkowe zwolnienie. W 1982 Rada Państwa nadała mu tytuł naukowy profesora nadzwyczajnego. Tytuł naukowy profesora zwyczajnego uzyskał na mocy postanowienia Prezydenta RP z dnia 12 grudnia 1989.
Pod jego kierunkiem naukowym stopień doktora nauk prawnych uzyskały trzy osoby, w tym Bogusław Janiszewski oraz Łukasz Pohl.
Za swoje zasługi został m.in. odznaczony Złotym Krzyżem Zasługi i Krzyżem Kawalerskim Orderu Odrodzenia Polski.